# برین‌موش‌آهوان
برین‌موش‌آهوان (نام علمی: Hypertragulidae) نام یک تیره از راسته جفت‌سم‌سانان است.